# 沃德洛澤羅湖
沃德洛澤羅湖是俄羅斯的大型淡水湖，位於卡累利阿共和國東南部，座標62°20′N 36°55′E / 62.333°N 36.917°E，面積322平方公里，長36公里、闊16公里，是沃德拉河的發源地，湖中有超過190個島嶼，每年11月上旬開始結冰，直至翌年5月上旬。